# Constantino Colomán
Constantino Colomán (en griego: Κωνσταντῖνος Καλαμανός; 1137/1145-después de 1173) fue un gobernador bizantino de Cilicia.

## Biografía
Constantino era el hijo mayor de Boris Kolomanović, un pretendiente al trono del Reino de Hungría, y su esposa, Ana Ducas, pariente del emperador bizantino Juan II Comneno. Su abuela paterna, Eufemia, fue sorprendida en adulterio por su esposo, el rey Colomán de Hungría, quien nunca reconoció a su hijo, el padre de Constantino, como propio.
En 1163, el emperador Manuel I Comneno nombró a Constantino para el cargo de gobernador de Cilicia, una provincia del Imperio cuyas fortalezas acababan de ser ocupadas por el príncipe armenio Teodoro II de Cilicia. Se dirigió con fuerzas reforzadas a su provincia y el príncipe Teodoro tuvo que retirarse a las montañas. La princesa Constanza de Antioquía deseaba mantener su poder contra su hijo, Bohemundo III de Antioquía, quien para entonces tenía edad para gobernar, apeló a Constantino en busca de ayuda militar. Sin embargo, el rumor de su apelación provocó un motín en Antioquía y fue exiliada.
Poco después, Constantino y el príncipe Bohemundo III lideraron juntos sus tropas contra los ejércitos de Nur al-Din Zangi que había sitiado el Crac de los Caballeros, una fortaleza en el Condado de Trípoli. Después de la batalla de al-Buqaia en 1163, en la que Constantino y sus tropas se destacaron particularmente, Nur al-Din huyó en desorden a Homs.
En el verano de 1164, Nur al-Din sitió la fortaleza de Harenc en el Principado de Antioquía. Ante la llamada del príncipe Bohemundo, Constantino fue a su rescate con sus tropas, y ante la noticia de su llegada, Nur al-Din levantó el sitio. Mientras se retiraba, las fuerzas cristianas lo siguieron y sus ejércitos se pusieron en contacto el 10 de agosto. La batalla de Harenc que siguió fue un desastre para los cristianos: sus líderes, entre ellos Constantino, fueron capturados y llevados a Alepo. Sin embargo, Nur al-Din estaba tan ansioso por no ofender al Imperio bizantino que liberó a Constantino casi de inmediato (1166), a cambio de ciento cincuenta túnicas de seda.
Durante su cautiverio, Cilicia fue gobernada por Alejo Axuco y luego por Andrónico Comneno, quien sedujo a Felipa, la bella hermana del príncipe Bohemundo III. Cuando Constantino fue liberado, el emperador Manuel I llamó a Andrónico Comneno y lo reinstaló en su lugar. También se le ordenó a Constantino que se dirigiera a Antioquía y tratara de capturar el afecto de Felipa, pero fracasó.
En 1170, el príncipe armenio Melias de Cilicia invadió la provincia bizantina de Cilicia con la ayuda de Nur al-Din y tomó Mopsuestia, Adana y Tarso de sus guarniciones. Aunque Constantino pudo volver a ocupar los territorios perdidos con la ayuda del rey Amalarico I de Jerusalén y el príncipe Bohemundo III, un año más tarde fue capturado por el príncipe Melias.